# Jordan Gavin
Jordan Gavin (* 22. September 1982 in Canberra) ist ein australischer Eishockeyspieler, der seit 2014 bei CBR Brave in der Australian Ice Hockey League unter Vertrag steht.

## Karriere
Jordan Gavin begann seine Karriere als Eishockeyspieler in seiner Heimatstadt bei den Canberra Knights, für die er in den Spielzeiten 2006 bis 2013 aktiv war. Nachdem die Knights 2013 aus finanziellen Gründen den Spielbetrieb einstellen mussten, wechselte Gavin zur Spielzeit 2014 zum neu gegründeten CBR Brave, der im Vorort Phillip beheimatet ist.

### International
Für Australien nahm Gavin an der Weltmeisterschaft 2011 in der Division II, als er ein Tor zum 11:1-Auftaktsieg gegen Mexiko beisteuerte, und an der Weltmeisterschaft 2012 in der Division I teil.

### Inlinehockey
Neben Eishockey spielt Gavin auch Inlinehockey. Er vertrat seine Farben bei der Inlinehockey-Weltmeisterschaft 2013 in Dresden und belegte dort mit der australischen Mannschaft den vierten Platz in der Division I. Gavin war dabei gemeinsam mit dem Briten Philip Hamer und dem Österreicher Johannes Bischofberger zweitbester Torvorbereiter hinter dem Briten Nathan Finney.

## Erfolge und Auszeichnungen
- 2011 Aufstieg in die Division I bei der Weltmeisterschaft der Division II, Gruppe A